# Fiesta de despedida
Fiesta de despedida (en inglés, It's My Party) es una película estadounidense de temática gay escrita y dirigida en 1996 por Randal Kleiser.

## Trama
La película cuenta la historia de Nick Stark, un hombre al que diagnostican VIH. Cuando su novio descubre que es seropositivo, su ya deteriorada relación se rompe. Posteriormente, cuando ya está enfermo de sida, le diagnostican una leucoencefalopatía multifocal progresiva. Nick rechaza la idea de ir muriendo solo y lentamente y celebra una fiesta de despedida con todos sus amigos, tras la cual se suicidará ingiriendo barbitúricos.
Es una ventana muy cruda a la realidad de la gente que padece sida y de cómo eso afecta tanto a sus relaciones de pareja como a su familia y amigos.

## Anécdotas
- La película está basada en hechos reales. La expareja del director, el arquitecto Harry Stein, decidió poner fin a su vida de la misma manera en 1992.
- Muchos de los actores que aparecen en el film conocían en la vida real al personaje sobre el que se basaba la película.
- Todas las escenas interpretadas por el actor Bruce Davison (que en ese momento estaba rodando otra película) fueron rodadas en un solo día y la totalidad del diálogo fue improvisado por el propio actor.

- Datos: Q2985421